# Vive (álbum de Lucía Méndez)
Vive es el 18º álbum de Lucía Méndez editado el año 2004.
Este disco contiene la nueva versión del éxito de Lucía Méndez Corazón de piedra.
Los sencillos que destacaron de esta grabación son: Vive, Aunque me duela el alma y La pareja dispareja este último a dúo con Los Tucanes de Tijuana .

## Temas
1. Aunque me duela el alma (J.L. Piloto/M. López)
2. El cubano está loco (Frankie Marcos/J.L. Piloto)
3. La pareja dispareja (Dueto con Los Tucanes de Tijuana)(Mario Quintero)
4. Que te ruegue tu madre (Manuel Eduardo Toscano)
5. Si quieres (Juan Gabriel)
6. Vive (Frankie Marcos/J.L. Piloto)
7. Así soy yo (Kike Santander/G.Santander)
8. Atrápame (Carla Aponte/Cesar Lemos do Nascimento)
9. Almas gemelas (Dueto con Los Tucanes de Tijuana)(Mario Quintero)
10. Corazón de piedra (Honorio Herrero)
11. Castígame (Rafael Péez Botija)

Arreglos y producción: Frankie Marcos excepto "La pareja dispareja" y "Almas gemelas" (Duetos Lucía Méndez/Los Tucanes de Tijuana) autor y productor Mario Quintero Lara.

## Créditos
- Producción ejecutiva: Gus Machado
- Fotografía: Nicolás Felizola
- Diseño/Vestuario: Rosita Hurtado
- Tocado y maquillaje: Robert Stefano
- Concepto de imagen y portada: Lucía Méndez
- Dirección de arte y diseño Ahmede García